# 跳足鱷

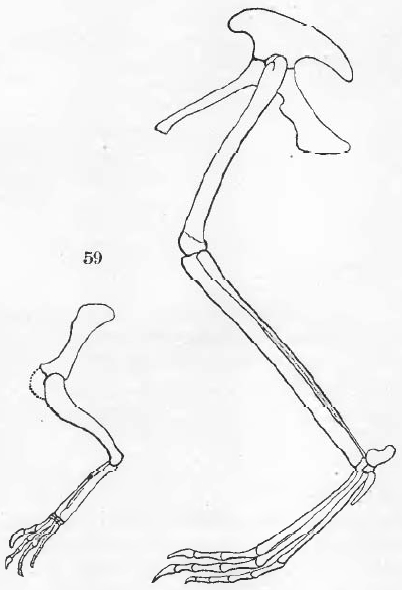
跳足鱷的前肢與後肢

跳足鱷（學名：Hallopus）使種史前爬行動物，是由奧塞內爾·查利斯·馬什（Othniel Charles Marsh）在1881年命名，當時被歸類於恐龍。跳足鱷可能是種史前鱷類，或可能是種更原始的伪鳄类，或是準噶爾鱷的近親。跳足鱷是種小型動物，身長估計約1公尺。

## 外部連結
- http://dml.cmnh.org/2004Sep/msg00097.html （页面存档备份，存于）